# Ferdinand Giele
Ferdinand Giele né à Louvain en 1867 et mort à Louvain en 1929, était un peintre et graveur belge.
Il a dessiné, gravé et peint principalement des tours médiévales et Renaissance, des monastères et des abbayes, des intérieurs d'église, portes anciennes, des maisons … 
Il tire son inspiration principalement dans sa ville natale mais aussi à Bruges, Londres ou Oxford.
Au cours de la Première Guerre mondiale, il a vécu à Londres. Il était un professeur d'art à l'Académie d'Art de Louvain et a été membre de la Société royale d'art de Louvain.
Après la Première Guerre mondiale a effectué une gravure intitulé "Louvain", avec des vues de la ville en ruine.

## Biographie
Pierre Ferdinand Marie Giele est né à Louvain le 27 mars 1867, le troisième enfant dans une fratrie qui en comptera six.
Son père, Jean François Giele, né et résidant à Louvain, âgé de 35 ans, était horticulteur. Il deviendra ensuite directeur du jardin botanique de Louvain et président de la Société Royale d'Agriculture et de Botanique. Sa mère, Marie Norke, âgée de 33 ans, était ménagère. Ils résidaient tous deux à Louvain, au n° 119 de la rue de la Fontaine.
Ferdinand Giele épouse à Louvain le 30 mai 1893 Albertine Marie Gilson qui était née à Louvain en 1866. Ils auront cinq enfants qui sont Jean, dessinateur lithographe (Louvain 1894 - Oud Stuivekenskerke 1917), Marie (Louvain 1896 - Louvain 1980), Alice (Louvain 1897 - Bruxelles 1980), Madeleine (Louvain 1898 - ?) et Joseph, dit Josse, architecte (Louvain 1909 - Bruxelles 1971).
En 1914, sa maison et son atelier furent détruits, et c'est pourquoi il se réfugia à Londres. En 1919, il fit alors état des dommages de guerre qu'il avait subi à Louvain et à Heverlee où il résidait. Durant la Grande Guerre, au Royal College of Art, il suivit les cours de l'aquafortiste Frank Short et son oeuvre fut très appréciée en Angleterre.
Par ailleurs, il avait un grand intérêt pour le football et fut un pionnier de ce sport en Belgique.
Il est mort le 6 avril 1929 à Heverlee, à l'âge de 62 ans et fut inhumé au cimetière de l'Abbaye de Parc. Son épouse, Albertine Gilson, qui était aquafortiste, mourra le 23 juillet 1938, à l'âge de 72 ans.